# FLOWER REVOLUTION
『FLOWER REVOLUTION』（フラワー・レヴォリューション）は、1990年1月31日に発売されたTHE ALFEE34枚目のシングル。

## 概要
ファンからは「フラレボ」の略称で親しまれている。
前作『恋人の歌がきこえる』に続き武部聡志が編曲に関わる。タイトル曲で初めてそれぞれリードパートを持つ（Aメロ:坂崎、Bメロ:桜井、サビ:高見沢）。
本作より本格的にCDシングルに移行（サンプル盤のみEPが存在）。一方、『ROCKDOM -風に吹かれて-』から続いていたカセットテープの製造については本作でも行われた(その後は、次作『Promised Love』と3作後の『Victory』でカセットが販売)。EP盤が一般向けに販売されなかった作品としては唯一、折り曲げが可能な仕様になっていた(次作以降は折り目がなくなっている)
タイトル曲は、「国際花と緑の博覧会」（花の万博）イメージソング。同年の大阪国際女子マラソンイメージソング。花博協会の音楽プロデューサーである服部克久がTHE ALFEEに作詞・作曲を依頼し制作された。
タイトル曲をライブで演奏する際、イントロで高見沢が「Hey jump!」と煽り、ステージ上のメンバーや観客がリズムに合わせてジャンプするのが定番のノリとなっている。発売前年（1989年）の秋ツアーで先行披露されたが、ツアー終盤の日本武道館公演の時点で、先述のノリが発売前にしてほぼ完成されていることが当時の映像で確認できる。

## 収録曲
1. FLOWER REVOLUTION
作詞・作曲：高見沢俊彦、編曲：THE ALFEE with 武部聡志
2. BAD GIRL
作詞・作曲：高見沢俊彦、編曲：THE ALFEE

## 参加ミュージシャン
- 長谷川浩二（Drums）
- 菊地圭介（Keyboards）
- 武部聡志（Keyboards）

## 楽曲の収録作品
- THE ALFEE CLASSICS（#1、orchestra version）
- ARCADIA（#1、Slash Mix）
- THE ALFEE THE BEST（#1）
- THE ALFEE 單曲全集二（#1）
- THE ALFEE SINGLE HISTORY VOL.III 1987-1990（#1,2）
- The Alfee Meets Dance（#1）
- THE ALFEE 單曲特集（#1）
- 夢よ急げ -大阪国際女子マラソンイメージソング・アルバム-（#1）
- THE ALFEE 30th ANNIVERSARY HIT SINGLE COLLECTION 37（#1）

## 品番
- CD：PCDA-00048
- カセット：PCSA-00036